# Парачин
Па̀рачин (на сръбски: Параћин или Paraćin) е град в Поморавски окръг, Сърбия, административен център на едноименната община Парачин.

## География
Градът е разположен в долината на река Велика Морава, северно от Крушевац и югоизточно от Крагуевац. Има население от 25 292 души (от общо 54 267 в общината) според преброяването от 2011 година.

## История
Наблизо е открита басарабска керамика с изображение на петел от 8 век пр.н.е. В римската крепост Момчилов град на Юхор са намерени много монети, сечени при управлението на византийския император Юстиниан I.

## Икономика
В града преди Втората световна война е работила текстилната фабрика на Влад Теокаревич. Днес най-известни са комбинат „Сръбска фабрика за стъкло“ (Српска фабрика стакла) и предприятието за сладкарски изделия „Парачинка“ („Параћинка“). Градът се обслужва от гражданско летище, познато като Аеродром Давидовац. Край него минава магистралата Белград – Ниш.